# Ed Pastor
Ed Pastor, właśc. Edward Lopez Pastor (ur. 28 czerwca 1943, zm. 28 listopada 2018) – amerykański polityk, członek Partii Demokratycznej. W latach 1991–2015 był przedstawicielem stanu Arizona w Izbie Reprezentantów Stanów Zjednoczonych, najpierw z drugiego, od 2003 do 2013 z czwartego, a od 2013 z siódmego okręgu wyborczego.